# Maurice Sokolow
Pour les articles homonymes, voir Sokolow.
Maurice N. Sokolow, né le 19 mai 1911 à New York et mort le 26 septembre 2002 à San Francisco est un cardiologue américain, pionnier de la recherche sur l'hypertension artérielle. On lui doit la description, en 1949, avec R. Lyon, d'un indicateur électrocardiographique d'hypertrophie ventriculaire gauche, l'indice de Sokolow.

## Biographie

### Jeunesse et formation

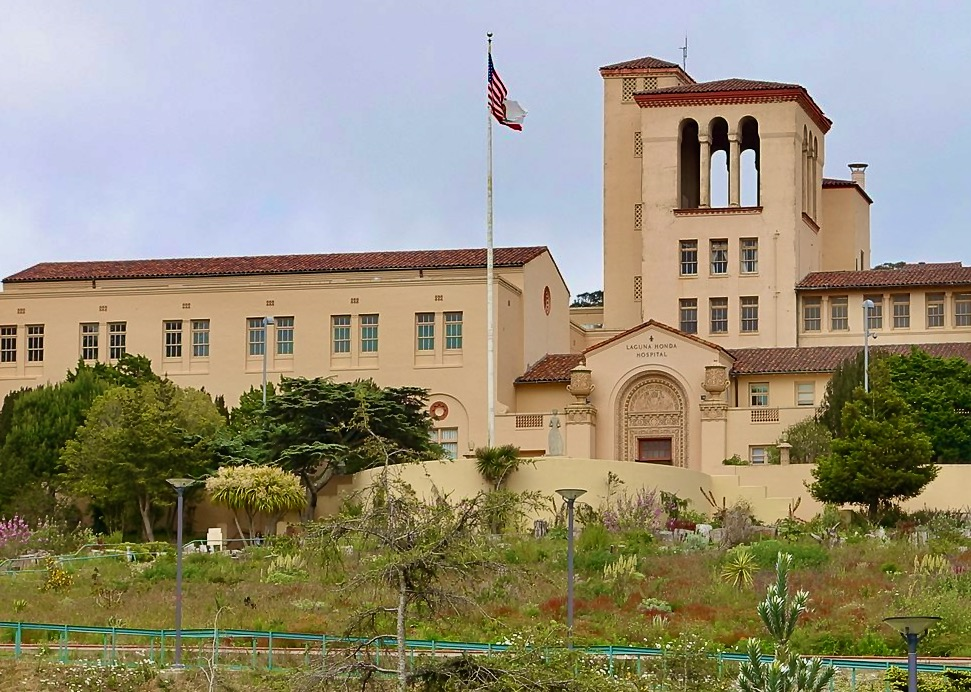
L'entrée du Laguna Hospital à Forest Hill (San Francisco) où Sokolow travaille pendant ses études de médecine. Une statue de Florence Nightingale y est inaugurée à cette époque.

Peu de temps après sa naissance, la famille quitte New York pour la Californie, mais sa mère meurt alors qu'il n'a que six ans. Son père ne pouvant alors plus assumer son éducation ni celle de sa sœur Joséphine, les enfants sont placés en orphelinat pendant sept ans. Josephine aide son frère dans son parcours scolaire afin d'intégrer l'université de Californie, d'abord à Los Angeles puis à Berkeley. Son parcours vers la faculté de médecine de l'UCSF s'avère plus difficile : Sokolow assure sa subsistance en vivant au Laguna Honda Hospital où il travaille de nuit. Il obtient une Gold-Headed Cane (Canne à pommeau d'or), prix récompensant les meilleurs étudiants en médecine. Il obtient son diplôme de médecin de l'UCSF en 1936.
Pendant la seconde Guerre mondiale, Sokolow est affecté à un navire-hôpital aux Fidji, ce qui lui permet d'approfondir ses connaissances en médecine tropicale. S’étant porté volontaire pour prendre des photos il demande à sa femme Ethel de lui envoyer un appareil photo avec des instructions complètes afin qu'il puisse apprendre sur le tas. C’est ainsi que sans expérience dans ce domaine, il devient le photographe officiel de l'hôpital. Il transmettra plus tard à ses enfants sa passion de la photographie.

### Carrière hospitalo-universitaire
Dans les années 1950, Sokolow est directeur de l'unité  d'hypertension au San Francisco General Hospital où il met au point un appareil de mesure ambulatoire de la pression artérielle pour mettre en évidence ses variations physiologiques au cours de la journée. Il découvre que la tension artérielle prise en clinique a tendance à être plus élevée que la tension artérielle ambulatoire chez la plupart des patients. Cet enregistreur portable de pression artérielle jouera dans les décennies suivantes un rôle majeur dans les études sur l'hypertension, avec notamment la confirmation de l'effet « blouse blanche », une mesure constamment élevée de la pression artérielle lorsque le patient est vu par un médecin, alors qu'elle est normale à d'autres moments.

## Travaux
Sokolow est co-auteur, avec Malcolm B. McIlroy d’un traité devenu un classique de la cardiologie intitulé : Clinical cardiology.

## Éponymie
Maurice Sokolow a laissé son nom à un important paramètre ECG, qu'il décrit en 1949 avec Thomas Lyon, permettant de quantifier la sévérité d'une hypertrophie ventriculaire gauche, l’indice de Sokolow ou de Sokolow-Lyon.